# Finnische Musik

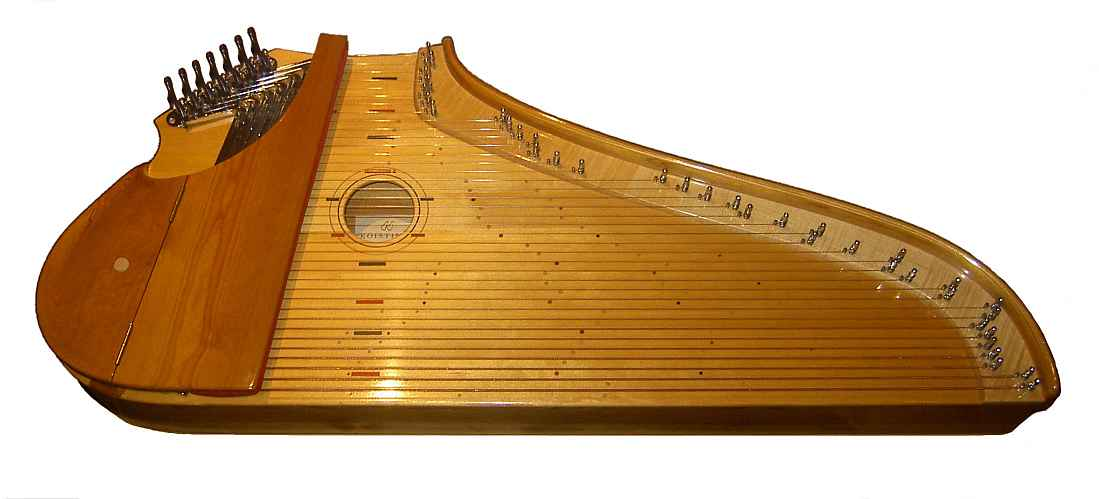
Die Kantele, das finnische „Nationalinstrument“

Die indigene Musik Finnlands basiert auf der jahrtausendealten Volksliedtradition der Finnen. Seit der Christianisierung des Landes nahm die finnische Musik Impulse gesamteuropäischer Musiktraditionen auf und nahm an deren Entwicklung teil, zunächst in der Sakralmusik, später auch in der Volks- und Kunstmusik. Im 20. Jahrhundert entwickelte sich mit neuen Medien wie Grammophon und Radio eine finnische Populärmusik; heute hat Finnland mehrere auch international erfolgreiche Rock- und Popbands vorzuweisen.

## Volksmusik

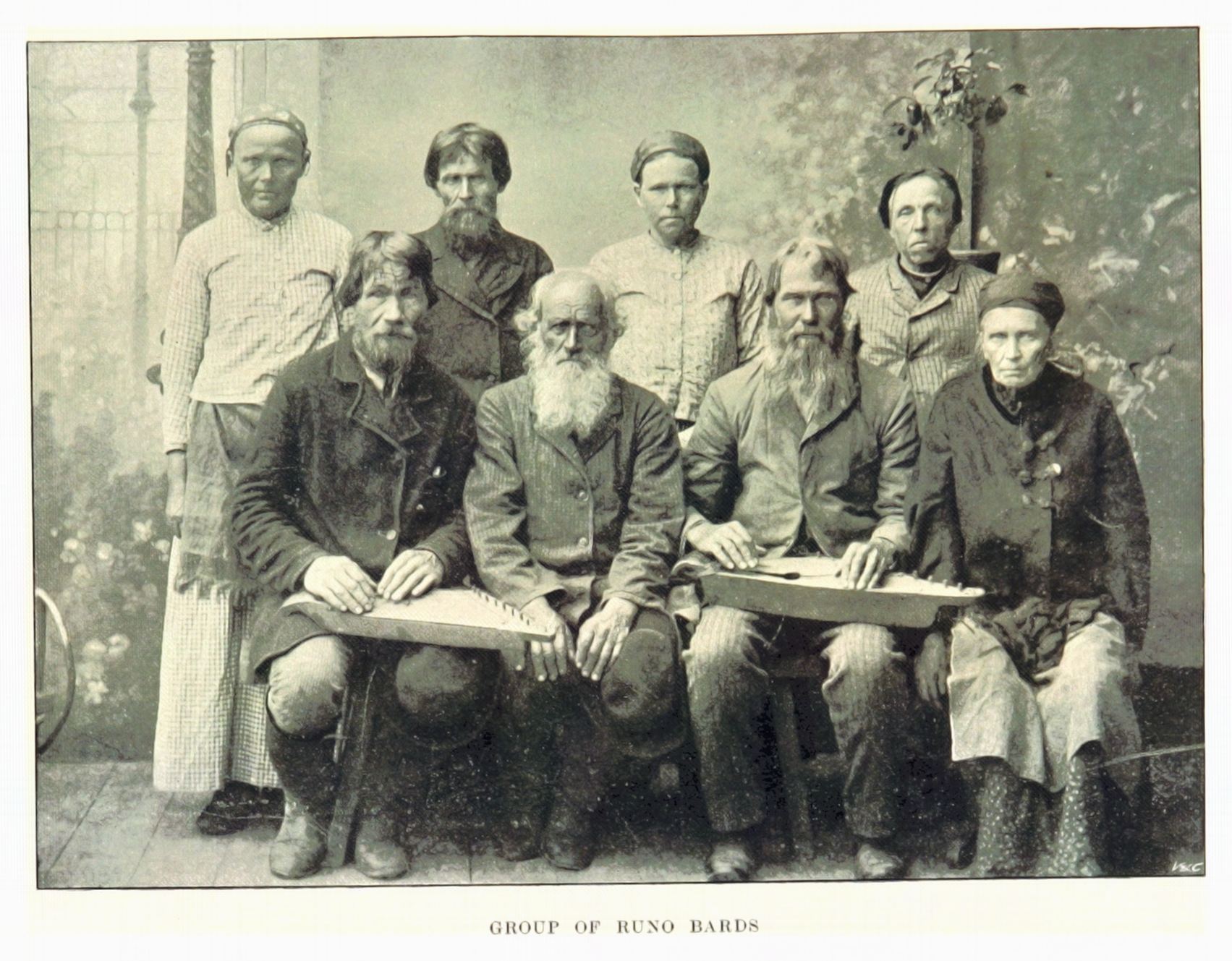
Runensänger (um 1890)

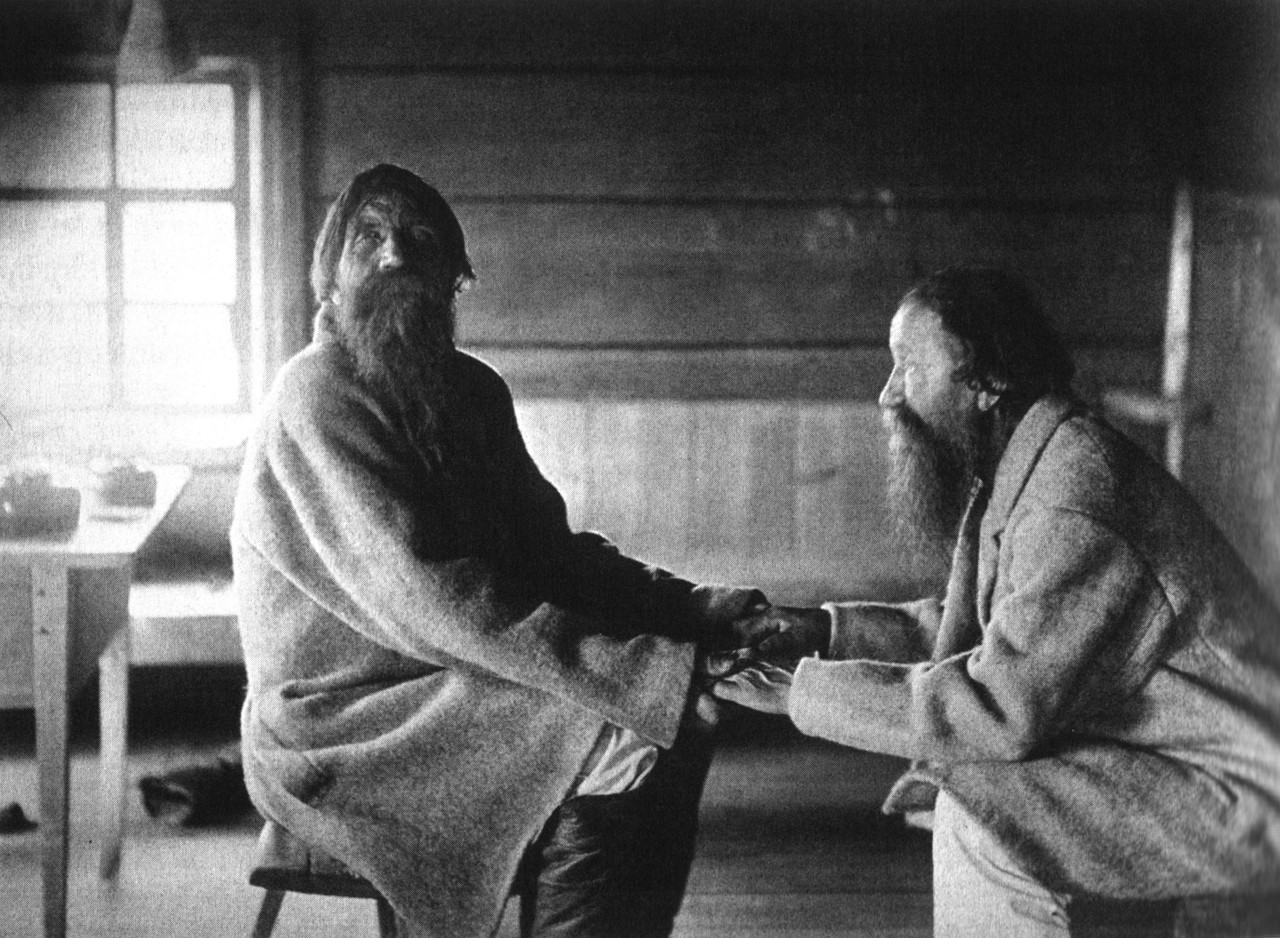
Runensänger in Uhtua, 1894

Die finnische Volksmusik speist sich aus zwei Quellen. Die ältere stellen die heute oft als Kalevala-Musik bezeichneten vokale Volksweisen dar, in denen schon in vorchristlicher Zeit die Mythen der Finnen rezitiert wurden. Die heidnischen Motive wurden so von Generation zu Generation mündlich überliefert und waren noch im 19. Jahrhundert in Ostfinnland, besonders aber bei den mit den Finnen eng verwandten Kareliern lebendig, als Elias Lönnrot und andere Nationalromantiker begannen, deren Verse und Melodien zu sammeln. Diese „Runen“ (finnisch runo) genannten Lieder wurden zumeist in einfachen pentatonischen Melodien und stets metrisch gesungen, entweder von einem Solisten oder im Wechselgesang, in manchen Fällen begleitet von der Kantele. Diese griffbrettlose Kastenzither wurde der Sage nach von Väinämöinen erfunden; sie gilt heute als finnisches „Nationalinstrument“. Daneben gab es die nichtmetrischen Klagelieder (itku), bei denen die Stimme mehrfach wiederholt auf einem hohen Ton beginnt und bis zum Grundton abfällt. 
Die zweite Traditionslinie ist die instrumentale pelimanni-Musik (schwedisch spelman, „Spielmann“), die sich beginnend im 17. Jahrhundert von Mittel- und Osteuropa über Schweden nach Finnland verbreitete. Im Gegensatz zu den Runen sind die pelimanni-Lieder tonal, die Texte in den üblichen europäischen Strophen- und Reimformen gehalten. Instrumentiert wird diese Form der Volksmusik mit der Fiedel, später auch mit Akkordeon und Klarinette, doch auch die Kantele wurde teils um mehrere Saiten ergänzt, und so dem neuen Tonsystem angepasst. Bevorzugte Formen der pelimanni-Musik sind insbesondere die so genannte Polska, darüber hinaus Polonaisen und Mazurkas, seit dem 19. Jahrhundert zudem Polka, Schottisch und Walzer.
Mit der Gründung eines alljährlichen Sommerfestivals in Kaustinen begann 1968 die bis heute anhaltende Renaissance der finnischen Volks- und Folkmusik. Musiker wie Konsta Jylhä machten die alten finnischen Musiktraditionen auch in der jüngeren Generation populär. In den 1990er Jahren gelang es Folkbands wie Värttinä, Loituma und JPP, im Rahmen der „Weltmusik“ auch ein internationales Publikum zu erreichen. In diesem Kontext ist mit Interpreten wie Nils-Aslak Valkeapää, Angelit und Wimme Saari auch der gutturale Joik-Gesang der Samen, ein eigenständiges und von den finnischen Liedformen grundverschiedenes Idiom, einer breiteren Öffentlichkeit bekannt geworden.
Eine einzigartige finnische Kunstform ist das itkuvirsi (Klagelied). Diese Lieder werden ausschließlich von Frauen vorgetragen, inhaltlich geht es dabei meistens um den Tod eines Sohnes im Krieg. Klagelieder werden a cappella gesungen. Gewöhnlich hat die Sängerin ein Taschentuch in der Hand, in das sie hinein schluchzt. Diese Musikform wird bis heute gepflegt, es gibt auch Wettbewerbe sowie Forschungen von der Sibelius-Akademie.

## Klassik
Die ersten Komponisten klassischer Musik in Finnland traten erst gegen Ende des 18. Jahrhunderts in städtischen Zentren wie Turku und Wiburg hervor, zu nennen sind hier Erik Tulindberg und die Brüder Carl Ludvig und Fredrik Emanuel Lithander. Als Vater der finnischen Klassik gilt indes der aus Hamburg stammende Fredrik Pacius, der durch seine Lehrtätigkeit in Helsinki ab 1835 das Idiom deutscher Romantik nach Finnland vermittelte und so großen Einfluss auf die Entwicklung der folgenden Generationen nahm. Pacius komponierte 1848 nach einem schwedischsprachigen Gedicht aus Runebergs Fähnrich Stål auch die heutige Nationalhymne Finnlands. Seine Oper König Karls Jagd wurde 1852 in Schwedisch uraufgeführt; sie gilt als die erste finnische Oper. Danach folgte eine erste finnischsprachige Oper Pohjas Tochter von Oskar Merikanto, dem Vater von Aarre Merikanto, dem wichtigsten Komponisten der 1920er Jahre. Weitere Komponisten sind Einar Englund, Erik Bergman, Joonas Kokkonen, Einojuhani Rautavaara, Leif Segerstam, Aulis Sallinen, Kalevi Aho.
Auch das Frühwerk Jean Sibelius’ (1865–1957) ist entscheidend von der deutschen Romantik und Anleihen an der finnischen Volksmusik geprägt, doch wurde er insbesondere mit seinem in die Moderne weisenden Violinkonzert und späteren Orchesterwerken zum international meistbeachteten finnischen Komponisten. Seine Musik ist mit ihrem nationalromantischen Pathos für die Finnen in hohem Maße identitätsstiftend und Sibelius für die jüngeren finnischen Komponisten eine Art Überfigur, mit oder gegen den sie ihr eigenes Schaffen definieren. Sibelius, der als Vater der finnischen Musik gilt, hat neben seinen Melodramen und Bühnenmusiken nur einen kleinen Opernversuch unternommen, mit dem Einakter Die Jungfrau im Turm, 1986.
Von der Jahrhundertwende bis gegen Ende der zwanziger Jahre wurden über 80 Opern geschrieben. Doch nur Armas Launis und Leevi Madetoja sind hervorzuheben, wie auch Aarre Merikantos Oper Juha von 1922.
In jüngerer Zeit haben im Anschluss an die Wiederbelebung des Opernfestivals in Savonlinna 1967 vor allem die Opern von Kalevi Aho, Aulis Sallinen oder Einojuhani Rautavaara international Beachtung erfahren, unter den Opernsängern die Bässe Kim Borg, Martti Talvela und Matti Salminen. Der Klassikernachwuchs wird an der renommierten Sibelius-Akademie ausgebildet, der einzigen Musikhochschule des Landes. Aus der Dirigentenschmiede der Akademie gingen Granden wie Leif Segerstam, Esa-Pekka Salonen und Jukka-Pekka Saraste hervor. Mit mehr als 30 Sinfonieorchestern dürfte Finnland das Land mit der weltweit größten Orchesterdichte sein.

## Populärmusik
Der finnische Schlager (iskelmä), der sich seit Beginn des 20. Jahrhunderts einiger Beliebtheit erfreut, ist international weitgehend unbekannt. Waren die Kompositionen in der Vergangenheit teils noch von hohem künstlerischem Anspruch beseelt, so etwa die Lieder Georg Malmsténs und die Couplets von Reino Helismaa und Tapio Rautavaara, so ist der heutige finnische Schlager mit seinen Stars wie Katri Helena und Annika Tähti zumeist als seichte Unterhaltungsmusik zu bezeichnen und wird von der jüngeren Generation entsprechend verschmäht. Der deutsche Schlager ist dem finnischen in musikalischer wie soziokultureller Hinsicht durchaus vergleichbar, und so verwundert es nicht, dass Finnland in den 1960er und 1970er Jahren einer der wenigen Exportmärkte des deutschen Schlagers war; umgekehrt konnte die Finnin Marion Rung in Deutschland Erfolge feiern. Eine Besonderheit stellt der finnische Tango dar, der mit dem Erfolg des „Tangokönigs“ Olavi Virta seine Hochzeit in den 1940er und 1950er Jahren hatte. Insbesondere Unto Mononens Komposition Satumaa („Märchenland“), das 1962 in der Interpretation Reijo Taipales berühmt wurde, gilt als Inbegriff finnischer Wehmut. Schlager, Tango, Walzer, Humppa und Jenkka werden traditionell zum Paartanz in den zahlreichen tanssilavat aufgespielt, in den Tanzpavillons, die zumeist außerhalb der Städte am Seeufer gelegen sind.

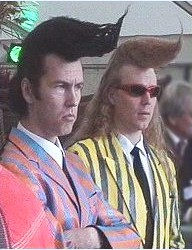
Toupierte Tollen der Leningrad Cowboys

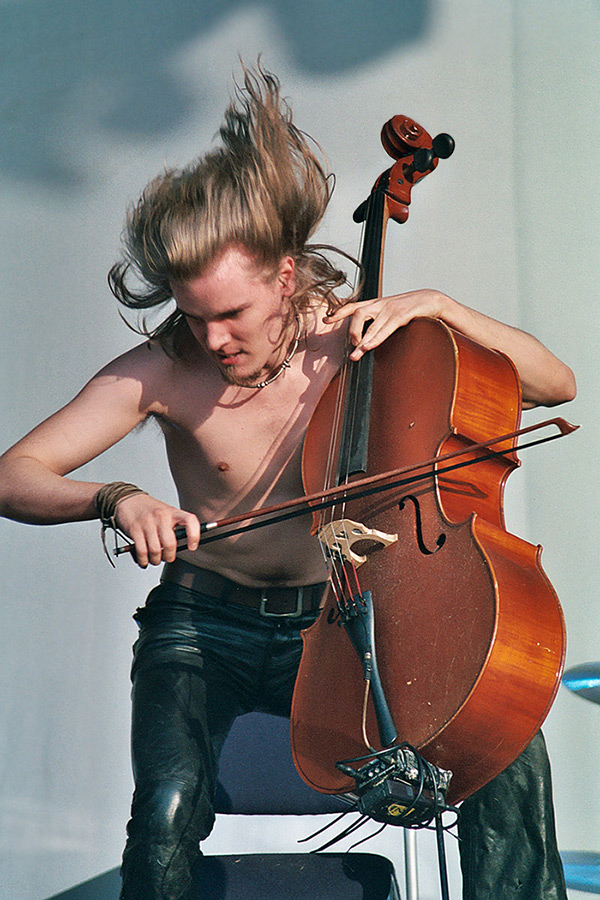
Einen recht eigenen Stil pflegt auch die Band Apocalyptica, die Metalsongs auf Violoncelli einspielt.

Dass die finnische Populärmusik international keinen sonderlich guten Leumund genießt, lässt sich unter anderem an den Ergebnissen des in Finnland vielbeachteten Eurovision Song Contest ablesen, bei dem das Land seit seiner erstmaligen Teilnahme 1961 mit einiger Regelmäßigkeit die hinteren Ränge belegte. Erst 2006 gelang der in Monsterkostümen auftretenden Hardrock-Band Lordi der erste finnische Sieg in diesem Wettbewerb. Zu diesem Erfolg hat sicherlich entscheidend beigetragen, dass der Siegertitel Hard Rock Hallelujah auf Englisch vorgetragen wurde. An Lordi lässt sich auch eine gewisse Skurrilität festmachen, die für viele finnische Bands charakteristisch ist. Während das Nachbarland Schweden in den vergangenen Jahrzehnten zahlreiche breitenwirksame Popbands hervorbrachte, ist Finnland in musikalischer Hinsicht heute vor allem für Interpreten an den Rändern und jenseits des Mainstreams bekannt. Dies gilt nicht zuletzt für die Leningrad Cowboys, die mindestens ebenso sehr für ihre imposante Haartrachten und Schuhe wie für ihre eigenwilligen Interpretationen bekannter Pop- und Rocksongs bekannt sind, die Humppagruppe Eläkeläiset mit ihren Coverversionen bekannter internationaler Hits und ihrem eigenwilligen Auftreten, und für den schreienden Männerchor Mieskuoro Huutajat. In der experimentellen elektronischen Musik zählen Pan Sonic, Aavikko und Jimi Tenor zu den bekanntesten Interpreten. Auch Pepe Deluxé haben sich international etabliert.
So ist Finnland auch die Heimat zahlreicher Metalbands wie Waltari, Norther, Mokoma, Ensiferum, Korpiklaani, Eternal Tears of Sorrow, Amorphis, Sonata Arctica, Wintersun, Stratovarius, Uniklubi und Finntroll. Ist der Erfolg dieser Bands zumeist auf die Subkultur beschränkt, so haben einige Bands mit konventionellerer Rockmusik auch im Ausland Charterfolge feiern können, insbesondere Children of Bodom, Nightwish, HIM, Sunrise Avenue, The 69 Eyes und The Rasmus. Zu den bekanntesten auf Finnisch singenden Bands gehören Teräsbetoni, Eppu Normaali und Zen Café. Seit den 1990er Jahren gibt es mit Acts wie Fintelligens auch eine robuste Hip-Hop-Szene; den Bomfunk MC’s gelang 2000 mit Freestyler auch ein internationaler Hit.
Die finnische Jazz-Rock-Band Tasavallan Presidentti um den Gitarristen Jukka Tolonen gilt bereits seit den siebziger Jahren als die bekannteste Jazz-Rock-Formation Skandinaviens.